# Institut national des sciences appliquées de Lyon
Institut national des sciences appliquées de Lyon (INSA Lyon) egy nagy francia iskola és mérnökiskola. Az egyetem a La Doua - LyonTech campusán található, a tudományos és technológiai egyetemek és a Grandes Écoles klaszterében. A La Doua Villeurbanne városában található, Lyon külvárosában.
Az iskolát 1957-ben alapították, hogy magasan képzett mérnököket képezzenek, támogassák a továbbképzést és kutatásokat végezzenek. Az ötéves tanterv célja olyan mérnökök képzése, akik rendelkeznek emberi tulajdonságokkal, és jól ismerik a tudomány és a mérnöki ismeretek elsődleges területeit. A hallgatók doktori címet szerezhetnek az 5 éves tanterv végén. A lyoni INSA végzetteket Insaliensnek hívják.

## Híres diplomások
- François Gabart, francia tengerész és szólóvitorlázó